# 텍사스캥거루쥐
텍사스캥거루쥐(Dipodomys elator)는 주머니생쥐과에 속하는 설치류의 일종이다. 텍사스주의 토착종으로 메스키트와 땅이 단단한 식양토 지역에서 자라는 로테부시와 같은 덤불 식물 속에서 서식한다. 몸무게가 약 60g과 95g 또는 그 이상 사이인 비교적 큰 캥거루쥐이다. 수컷과 암컷 사이에 성적 이형성이 나타나고, 수컷이 암컷보다 크다. 텍사스주 북중부 지역의 13개 카운티에서만 발견된다. 이전에는 오클라호마주에서도 발견되었지만 이제는 사라진 것으로 추정된다. 텍사스 국립공원 야생동물 관리국에서 멸종위기종으로 국제 자연 보전 연맹(IUCN)에서 취약종으로 분류하고 있다.